# Міхаель Кольхаас (фільм, 2013)
«Міхаель Кольхаас» (фр. Michael Kohlhaas) — історична драма спільного виробництва Франції та Німеччини 2013 року, поставлена режисером Арно де Пальєром за мотивами однойменного твору Генріха фон Клейста (1810). Фільм брав участь у змаганні за Золоту пальмову гілку в основній конкурсній програмі 66-го Каннського міжнародного кінофестивалю (2013). Фільм був номінований в 6-ти категоріях на здобуття французької національної кінопремії «Сезар» 2014 року та отримав дві нагороди .

## Сюжет
Дія кінострічки відбувається в XVI столітті на території Севенн, де в німецькому містечку Бранденбург мешкає порядний громадянин і успішний торговець кіньми Міхаель Кольхаас (Мадс Міккельсен). Незважаючи на високе становище, він має авторитет справедливої людини серед простого народу. Він щасливий у сім'ї — у нього є любляча дружина і донька. Життя починає котитися під укіс після невеликого конфлікту з впливовим бароном, який затаїв на Міхаеля образу. В результаті люди барона забирають у торговця двох коней за плату через проїзд по землі. Міхаель дізнається, що це було незаконно, намагається покарати своїх кривдників згідно чинних законів. Звернувшись до суду, Міхаель стикається з несправедливістю, коли впливові особи покривають злочинні діяння своїх родичів. Зрозумівши, що законні методи не спрацюють він наважується на жорстокіші заходи і самосуд.

## У ролях
| Актор           | Роль             |
| --------------- | ---------------- |
| Мадс Міккельсен | Міхаель Кольхаас |
| Мелюсін Маянс   | Лізбет           |
| Дельфін Шийо    | Юдіт             |
| Давид Кросс     | проповідник      |
| Бруно Ганц      | губернатор       |
| Дені Лаван      | богослов         |
| Роксана Дюран   | принцеса         |
| Пол Бартел      | Жеремі           |
| Давид Беннент   | Сезар            |
| Сванн Арло      | барон            |
| Сержі Лопес     | беззбройний      |

## Знімальна група
- Автор сценарію — Крістель Бертева, Арно де Пальєр
- Режисер-постановник — Арно де Пальєр
- Продюсер — Серж Лалу
- Співпродюсери — Ремі Бура, Гуннар Дедіо, Мартіна Гаубріх
- Оператор — Жанна Лапуарі
- Композитор — Мартін Вілер, The Witches
- Монтаж — Санді Бомпар, Арно де Пальєр
- Художник-постановник — Ян Арло
- Художник по костюмах — Аніна Дінер

## Нагороди та номінації

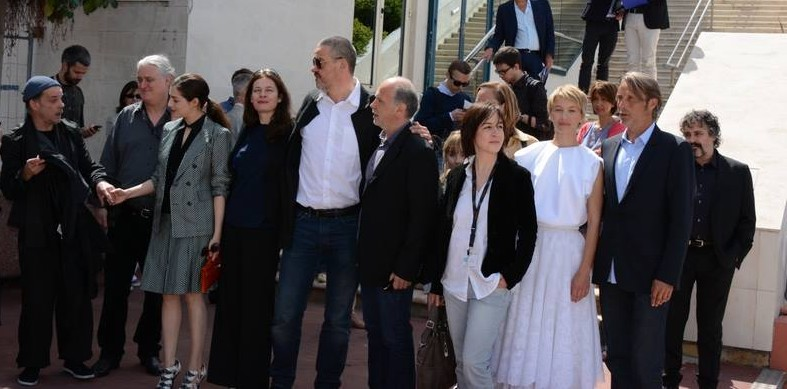
Знімальна група фільму на Каннському МКФ 2013.

| Список нагород та номінацій                | Список нагород та номінацій | Список нагород та номінацій              | Список нагород та номінацій              | Список нагород та номінацій | Список нагород та номінацій |
| Кінопремія                                 | Дата церемонії              | Категорія                                | Номінант(и)                              | Результат                   |                             |
| ------------------------------------------ | --------------------------- | ---------------------------------------- | ---------------------------------------- | --------------------------- | --------------------------- |
| Каннський міжнародний кінофестиваль        | 2013                        | Золота пальмова гілка                    | Міхаель Кольхаас                         | Номінація                   |                             |
| Брюссельський європейський кінофестиваль   | 2013                        | Золотий Ірис                             | Міхаель Кольхаас                         | Номінація                   |                             |
| Міжнародний кінофестиваль фільмів про море | 2013                        | Приз Жаба за найкращий французький фільм | Міхаель Кольхаас                         | Перемога                    |                             |
| Гавайський міжнародний кінофестиваль       | 2013                        | Приз EuroCinema за найкращий фільм       | Міхаель Кольхаас                         | Номінація                   |                             |
| Премія «Сезар»                             | 28.02.2014                  | Найкращий актор                          | Мадс Міккельсен                          | Номінація                   |                             |
| Премія «Сезар»                             | 28.02.2014                  | Найкраща операторська робота             | Жанна Лапуарі                            | Номінація                   |                             |
| Премія «Сезар»                             | 28.02.2014                  | Найкращі декорації                       | Ян Арло                                  | Номінація                   |                             |
| Премія «Сезар»                             | 28.02.2014                  | Найкращий дизайн костюмів                | Аніна Дінер                              | Номінація                   |                             |
| Премія «Сезар»                             | 28.02.2014                  | Найкраща оригінальна музика до фільму    | Мартін Вілер                             | Перемога                    |                             |
| Премія «Сезар»                             | 28.02.2014                  | Найкращий звук                           | Жан-П'єр Дюре, Жан Малле, Мелісса Петіжа | Номінація                   |                             |